# Piñata (Album)
Piñata ist das zweite Studioalbum des mexikanischen Musikprojektes Mexican Institute of Sound. Es erschien am 24. Juli 2007 und vereint Einflüsse aus der Musikrichtung Electro und lateinamerikanischer Musik.

## Titelliste
1. Killer Kumbia
2. Escribeme Pronto
3. El Microfono
4. Para No Vivir Desesperado
5. La Kebradita
6. A Girl Like You
7. A Todos Ellos
8. Hip Hop No Pares
9. Katia, Tania, Paulina y la Kim
10. Belludita
11. Mi Negra a Bailal
12. La La Meda
13. La Kebradita (Le Hammond Inferno mix by Holger)

## Rezeption

### Charts
Piñata erreichte in den KEXP World music charts, dem wöchentlichen Ranking für Weltmusik des US-amerikanischen Radiosenders KEXP, in der Woche vom 13. Juli 2007 Platz 1 und konnte sich 6 Wochen auf dieser Position halten. Bis zum 20. September 2007 war das Album in dieser Liste in der Top 10 vertreten.

### Trivia
Der Titel "El Microfono" war Teil des Soundtracks des Videospiels FIFA 08.